# Воронезько-Касторненська операція (1943)
Воронезько-Касторненська операція (1943) — фронтова наступальна операція радянських військ Воронезького фронту за підтримки 13-ї армії Брянського фронту (генерал-полковник М. А. Рейтер), що була проведена з 24 січня по 17 лютого 1943 року у ході загального зимового наступу на південному фланзі німецько-радянської війни на Верхньому Доні.

## Хід операції
Після розгрому противника в Острогозько-Россошанскій операції в німецькій обороні утворився 220-км пролом від Старого Осколу до Сватове, що створило умови для удару у фланг і тил 2-ій німецькій армії, що разом з 3-м угорським корпусом (10 німецьких і 2 угорські дивізії; 125 тис. чол., 2100 гармат і мінометів, 65 танків) обороняла воронезько-касторненський виступ (основа — 130 км, глибина — близько 100 км). Оборона військ країн Осі була найбільш досконала на північній і східній ділянках виступу; його південний фас був укріплений слабкіше і оборонявся групою із залишків розбитих з'єднань.
24 січня ударом 40-ї армії, яку підсилював 4-й танковий корпус, розпочалася операція в напрямі на Горшечне, Касторне. 25 січня в битву вступила 60-та армія, яка зайняла Воронеж і розгорнула наступ на Нижню Ведугу.
25 січня в наступ перейшли війська 38-ї, а 26 січня — 13-ї армій в загальному напрямку на Касторне, а частиною сил на Нижню Ведугу. Ввечері 25 січня німецьке командування почало відведення своїх військ, але 28 січня ударні угруповання 40-ї, 13-ї і 38-ї армій з'єдналися в районі Касторне, перехопивши шляхи відходу на захід військ 2-ї німецької армії. Одночасно частина сил 13-ї і 40-ї армій вела наступ на захід з метою створення зовнішнього фронту оточення.
28 січня військам Воронезького фронту були визначені нові завдання з проведення Харківської наступальної операції: 60-та армія висувалася на річку Тім, 38-ма армія — на річку Оскіл, 40-ва армія розгорталася для наступу на Бєлгород, 13-та армія Брянського фронту була повернена на захід. З 7 лютого боротьбу з оточеним угрупованням продовжувала лише частина сил 38-ї армії. Сил, що виділялися для знищення оточеного угруповання, виявилося недостатньо; суцільний фронт оточення створений не був.
Така зміна обстановки посприяла відносно успішному прориву залишків 2-ї німецької армії з оточення. 29 січня їм вдалося вибити радянські частини з Горшечного (населений пункт на південь від Касторне). Подальший прорив з «мішка» німці здійснили трьома окремими тактичними групами. Група Бекеманна включала залишки 75-ї, 340-ї, 377-ї німецьких дивізій і дві угорські дивізії — 6-ту і 9-ту, і налічувала близько 10 тисяч осіб. Група Зіберта складалася із залишків 57-ї, 68-ї і 323-ї піхотних дивізії, близько 8 тисяч солдатів і офіцерів. Група Голльвіцера включала залишки 26-ї і 88-ї піхотних дивізій. Оточені, з боями поступово проривалися на захід, у результаті чого до 12-15 лютого пошарпані групи Голльвіцера і Зіберта вийшли з оточення в районі Обояні. Група Бекеманна була відсічена і розгромлена радянськими військами. Таким чином з 125 000 осіб, що потрапили в оточення, змогли вирватися менш ніж 25 000. Всі складські запаси і важке озброєння було втрачено.

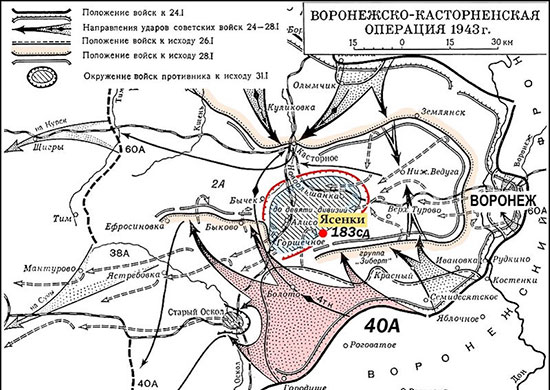
Карта Воронезько-Касторненської операції 1943 року

У цих боях втрат зазнав командний склад оточених частин. 27 січня був важко поранений, і через чотири дні помер командир 82-ї піхотної дивізії генерал-лейтенант А. Бенч. Також у «мішку» був убитий командир 377-ї піхотної дивізії генерал-майор А.Лехнер, а 2 лютого загинув командир 323-ї піхотної дивізії оберст А.Небауер.
31 січня, зосередивши до 6 дивізій, оточені німецько-угорські війська провели прорив у напрямку на Старий Оскол, де в облозі перебував німецький гарнізон міста. Оточеним військам противника вдалося декількома групами прорватися на захід. З'єднавшись у районі Солнцева, вони поринули далі на Обоянь. З'єднання 38-ї армії переслідували ворога, але випередити його у виході на шляхи відходу через складні погодні умови не вдалося. 17 лютого залишки німецько-угорських дивізій прорвалися через лінію фронту оточення.
До кінця 30 січня була розгромлена частина сил оточеного угруповання ворога південніше Нижньої Ведуги, а її основні сили затиснуті в районі Новоольшанка, Алісово, Горшечне, Старий Оскол. Противник робив відчайдушні спроби прорватися з оточення. У запеклих боях, що тривали до 17 лютого, оточене угрупування було розгромлене військами 38-ї армії. 9 ворожих дивізій втратили 2/3 свого складу, майже усе важке озброєння і техніку.
У результаті Воронезько-Касторненської операції, проведеної в умовах суворої і багато сніжної зими, радянські війська завдали важкої поразки 2-й німецькій армії і 3-му угорському корпусу. Було розгромлено до 11 дивізій (9 німецьких і 2 угорські), захоплено багато військового майна. Радянські війська зайняли більшу частину Воронезької та Курської областей, в тому числі міста Воронеж, Касторне, Старий Оскол, Тим і багато інших великих населених пунктів.